# Episodi di Dennis the Menace (seconda stagione)
La seconda stagione della serie televisiva Dennis the Menace è stata trasmessa in anteprima negli Stati Uniti d'America dalla CBS tra il 2 ottobre 1960 e il 25 giugno 1961.
| nº | Titolo originale                  | Titolo italiano | Prima TV USA     | Prima TV Italia |
| -- | --------------------------------- | --------------- | ---------------- | --------------- |
| 1  | Out of Retirement                 |                 | 2 ottobre 1960   |                 |
| 2  | Dennis and the Wedding            |                 | 9 ottobre 1960   |                 |
| 3  | Dennis and the Radio Set          |                 | 16 ottobre 1960  |                 |
| 4  | Dennis and the Ham-pher           |                 | 23 ottobre 1960  |                 |
| 5  | The Stock Certificate             |                 | 30 ottobre 1960  |                 |
| 6  | Man of the House                  |                 | 6 novembre 1960  |                 |
| 7  | The Rock Collection               |                 | 13 novembre 1960 |                 |
| 8  | Henry and Togetherness            |                 | 20 novembre 1960 |                 |
| 9  | Paint-Up, Clean-Up Week           |                 | 27 novembre 1960 |                 |
| 10 | Dennis Learns to Whistle          |                 | 4 dicembre 1960  |                 |
| 11 | The Raffle Ticket                 |                 | 18 dicembre 1960 |                 |
| 12 | The Christmas Horse               |                 | 25 dicembre 1960 |                 |
| 13 | Dennis' Allowance                 |                 | 1º gennaio 1961  |                 |
| 14 | Dennis' Penny Collection          |                 | 8 gennaio 1961   |                 |
| 15 | Dennis, the Campaign Manager      |                 | 15 gennaio 1961  |                 |
| 16 | Miss Cathcart's Friend            |                 | 22 gennaio 1961  |                 |
| 17 | Pythias Was a Piker               |                 | 29 gennaio 1961  |                 |
| 18 | Dennis and the Saxophone          |                 | 5 febbraio 1961  |                 |
| 19 | Wilson Sleeps Over                |                 | 12 febbraio 1961 |                 |
| 20 | Dennis' Birthday                  |                 | 19 febbraio 1961 |                 |
| 21 | Dennis Goes to Camp               |                 | 26 febbraio 1961 |                 |
| 22 | Dennis' Tool Chest                |                 | 5 marzo 1961     |                 |
| 23 | The Going Away Gift               |                 | 12 marzo 1961    |                 |
| 24 | Dennis and the Fishing Rod        |                 | 19 marzo 1961    |                 |
| 25 | Dennis and the Good Example       |                 | 26 marzo 1961    |                 |
| 26 | Dennis' Obligation                |                 | 2 aprile 1961    |                 |
| 27 | The Dog Trainer                   |                 | 9 aprile 1961    |                 |
| 28 | Woodman, Spare That Tree          |                 | 16 aprile 1961   |                 |
| 29 | The Boy Wonder                    |                 | 23 aprile 1961   |                 |
| 30 | The Soapbox Derby                 |                 | 30 aprile 1961   |                 |
| 31 | Dennis and the Camera             |                 | 7 maggio 1961    |                 |
| 32 | Dennis and the Miracle Plant Food |                 | 14 maggio 1961   |                 |
| 33 | Dennis' Newspaper                 |                 | 21 maggio 1961   |                 |
| 34 | Mr. Wilson's Paradise             |                 | 28 maggio 1961   |                 |
| 35 | The Fortune Cookie                |                 | 4 giugno 1961    |                 |
| 36 | The Pioneers                      |                 | 11 giugno 1961   |                 |
| 37 | Father's Day for Mr. Wilson       |                 | 18 giugno 1961   |                 |
| 38 | Dennis and the Picnic             |                 | 25 giugno 1961   |                 |